# Mohamed ben Driss Alaoui
 (novembre 2012).
Mohammed ben Driss Alaoui (1897-1951), petit-fils du sultan  Mohammed ben Abdallah[réf. souhaitée], est un théologien (alem) de premier plan et un juge (cadi) marocain qui s'impliqua dans la résistance à l'époque du protectorat français. En tant que théologien, sa pensée était alimentée par le salafisme et le tijanisme.

## Biographie

### Naissance et éducation
Mohammed Ben Driss Alaoui est né à Meknès en 1897, il y reçut sa première éducation. Il a entamé des études secondaires dans les cercles de savants tels Mohammed Ben Abd Es-Salam Attagi, Thami Essousi, le ministre El Hadj El Mokhtar El Boukhari ou encore le juge Mohamed Aouad Alaoui.
À Fès, Mohammed Ben Driss Alaoui fréquenta les cercles des cheikhs tels Abou Chouaïb Doukkali, qui était à l'origine de son penchant vers le mouvement salafiste qui prônait le modernisme à l'époque et dépassait toutes les formes de stagnation, ouvrant ainsi les portes au renouveau, qui marquait le temps des savants tels le juriste Mohammed El Hajoui et le juge Mohamed Alaoui Belarbi.

### Carrière professionnelle
Le sultan Mohammed Ben Youssef a affecté le savant Mohammed Ben Driss Alaoui comme cadi (juge) à la Zaouia de Zerhoun, dans l'arrière pays en 1922. Il n'avait alors que 25 ans. Tout jeune qu'il était, il a fait preuve d'une grande intelligence et d'une conduite exemplaire dans son itinéraire de juge.
Après l'intronisation de son cousin, le sultan Mohammed Ben Youssef (futur Mohammed V), le juge Mohammed Ben Driss Alaoui fut affecté à la contrée de ArbeaaIssa à l'ouest du Maroc en 1931. Dans cette contrée, il a fait démonstration de sa grande expertisedans l'exercice de ses fonctions et dépassa de très loin ses confrères, tout en s'intéressant au savoir et aux sciences islamiques. Sa résidence était ornée d'une grande bibliothèque riche de manuscrits parmi lesquels figurait une précieuse pièce, sous forme d'un manuscrit sur l'histoire de la dynastie alaouite ayant pour objet la vie et l'œuvre de son ancêtre, le sultan Moulay Ismaïl, portant le titre suivant : Zahr El Boustan fi Ahwal Moulana Zidane, traduit comme suit : Les fleurs du jardin dans l'histoire de Moulana Zidane. 
La ville de Salé devint vite le fief de l'élite du Makhzen et fut une grande enceinte de conflits entre les représentants du Makhzen, les notables et les colonisateurs. Les échos de ces conflits arrivèrent aux oreilles du sultan qui prit la sage décision de muter Mohammed Ben Idriss Alaoui à Salé en 1933, où il a brillé dans ses fonctions.
Le sultan l'envoya par la suite à la ville de Casablanca, il devint alors juge du cabinet chérifien (El Maskoura). 
En 1943,Mohammed Ben Driss Alaoui fut désigné à la tête du comité chargé de l'organisation de la Conférence d'Anfa. Le sultan Mohammed Ben Youssef avait alors fait part au président américain Franklin Roosevelt des aspirations du Maroc à la liberté.
Mohammed Ben Driss Alaoui est par ailleurs décoré de la Légion d'honneur française. 

### Fête du Trône
Mohammed Ben Driss Alaoui, alors Cadi de la ville de Salé, eut l'idée de commémorer l'intronisation au trône du sultan Mohammed Ben Youssef le 18 novembre 1933, à l'instar du Royaume-Uni. Le cadi reçu alors une lettre de remerciements de la part du sultan. La fête du Trône est encore aujourd'hui célébrée au Maroc.

### Décès
C'est en 1951 que s'éteint Mohammed Ben Driss Alaoui, qui fut enterré sous l'ordre de Mohammed V au mausolée Moulay Ismaïl de Meknès.

## Descendance
Les enfants de Mohammed Ben Driss Alaoui continuèrent de servir la monarchie:
- Moulay Tahar Alaoui, ancien pacha de Berrechid et de Fès, ancien gouverneur de Tanger.
- Moulay Abderrahmane Alaoui, ancien gouverneur du Méchouar de Casablanca, Pacha de Touarga et d'Ifrane.
- Moulay Taieb Alaoui, ancien gouverneur d'El Jadida, Pacha de Fès.
- Moulay Idriss Alaoui, ancien ambassadeur du roi Mohammed VIau Gabon puis en Libye.
- Lalla Charifa Badr Saoud Alaoui, ancienne membre du cabinet royal de Hassan II, presidente de la fondation de protection du patrimoine immateriel du Maroc Miftah Essad et une des premieres femme à recevoir un diplôme de droit au Maroc.

D'autres descendants de Ben Idriss servent dans la haute fonction publique. C'est le cas de son neveu Moulay Mehdi Alaoui, ambassadeur en Libye et ancien wali de Tanger puis de Meknès, mais aussi de ses petits enfants : Moulay Arafa Alaoui, ex-secrétaire générale du CIH, Mohammed Adib Alaoui, ex-directeur de l'Urbanisme, Moulay Slimane Alaoui, gouverneur à la wilaya de Rabat ainsi que Zohor Alaoui, ambassadeur du Maroc auprès de l'UNESCO.